# Višňová (Jindřichův Hradec-i járás)
Višňová település Csehországban, a Jindřichův Hradec-i járásban. Višňová Kardašova Řečice, Pluhův Žďár, Záhoří, Pleše, Třebějice és Dírná településekkel határos. Lakosainak száma 98 fő (2024. január 1.).

## Népesség
A település lakosságának változását az alábbi diagram mutatja:
| Lakosok száma | 270  | 266  | 251  | 174  | 105  | 77   | 84   | 80   | 98   | 98   |
|               | 1869 | 1890 | 1921 | 1950 | 1980 | 2001 | 2017 | 2019 | 2022 | 2024 |